# Pat Dunn
Patrick L. "Pat" Dunn (nacido el 17 de marzo de 1931 y fallecido el 11 de noviembre de 1975 en Chicago, Illinois) fue un jugador de baloncesto estadounidense que disputó una temporada en la NBA. Con 1,88 metros de estatura, jugaba en la posición de base.

## Trayectoria deportiva

### Universidad
Jugó durante tres temporadas con los Aggies de la Universidad Estatal de Utah, en las que anotó en total 1.018 puntos.

### Profesional
Fue elegido en el Draft de la NBA de 1956 por New York Knicks, pero no fue hasta el año siguiente cuando fichó por los Philadelphia Warriors, con los que disputó una temporada en la que promedió 2,5 puntos y 1,1 rebotes por partido.

## Estadísticas de su carrera en la NBA

### Temporada regular
| Temporada | Edad | Equipo                | Liga | Pos. | P  | TIT | MIN | TC  | TCA | %TC  | 3P | 3PA | %3P | TL  | TLA | %TL  | R.OF. | R.DEF. | REB | ASIS | ROB | TAP | PER | FP  | PTS |
| 1957-58   | 26   | Philadelphia Warriors | NBA  | SG   | 28 |     | 7.4 | 1.0 | 3.2 | .311 |    |     |     | 0.5 | 0.6 | .824 |       |        | 1.1 | 1.0  |     |     |     | 0.7 | 2.5 |
| Total     |      |                       | NBA  |      | 28 |     | 7.4 | 1.0 | 3.2 | .311 |    |     |     | 0.5 | 0.6 | .824 |       |        | 1.1 | 1.0  |     |     |     | 0.7 | 2.5 |

### Playoffs
| Temporada | Edad | Equipo                | Liga | Pos. | P | TIT | MIN | TC  | TCA | %TC  | 3P | 3PA | %3P | TL  | TLA | %TL | R.OF. | R.DEF. | REB | ASIS | ROB | TAP | PER | FP  | PTS |
| 1957-58   | 26   | Philadelphia Warriors | NBA  | SG   | 3 |     | 2.7 | 0.0 | 1.3 | .000 |    |     |     | 0.0 | 0.0 |     |       |        | 0.3 | 0.3  |     |     |     | 0.3 | 0.0 |
| Total     |      |                       | NBA  |      | 3 |     | 2.7 | 0.0 | 1.3 | .000 |    |     |     | 0.0 | 0.0 |     |       |        | 0.3 | 0.3  |     |     |     | 0.3 | 0.0 |